# تمپرلئی
تمپرلئی (به اسپانیایی: Temperley) شهری در کشور آرژانتین، استان بوئنوس آیرس است که در سال ۲۰۰۹ میلادی، حدود ۱۱۱٬۱۶۰ نفر جمعیت داشته است.